# Petr Dolínek
Petr Dolínek (* 27. března 1981 Vyškov) je český politik, v letech 2017 až 2021 poslanec Poslanecké sněmovny PČR, v letech 2010 až 2018 zastupitel hlavního města Prahy a v letech 2014 až 2018 náměstek primátorky, v letech 2010 až 2014 zastupitel městské části Praha 6, v letech 2017 až 2018 místopředseda České strany sociálně demokratické.

## Život
Petr Dolínek studoval a nedokončil Filozofickou fakultu Univerzity Karlovy v Praze, při studiích se účastnil například Studentského fóra 2000, Světového fóra mládeže při OSN v Senegalu či Hearing on Youth Policy v Bruselu.
V minulosti pracoval mimo jiné v soukromé sféře pro firmu Thomson Multimedia Czech Republic, kde se podílel na marketingových akcích firmy a komunikaci se zákazníkem. Působil rovněž na postu šéfredaktora Pražských listů.
Je ženatý, má tři děti.

## Politické působení
Od roku 1995 byl členem Mladých sociálních demokratů, které vedl po dvě volební období jako jejich předseda. V roce 1999 se stal členem členem České strany sociálně demokratické (od roku 2023 Sociální demokracie), kde se angažoval v řadě orgánů ve vedení strany. Později[kdy?] se nacházel na pozici člena předsednictva strany. Pracoval jako odborný poradce pro oblast mládeže a jako parlamentní zpravodaj ministryně školství, mládeže a tělovýchovy.
Ve volebním období 2010–2014, byl členem Zastupitelstva hlavního města Prahy, a také městské části Praha 6. Dále byl radním pro oblast sociální péče, bydlení a evropské fondy, předsedou kontrolního výboru a místopředsedou výboru pro informatiku a evropské fondy.
Od roku 2014 zastával funkci náměstka primátorky hlavního města Prahy v magistrátní koalici ČSSD, ANO a Trojkoalice (KDU-ČSL, STAN a SZ). Měl na starosti dopravu a evropské fondy. Mimo jiné se v srpnu 2018 opakovaně pokoušel prosadit spolupráci s firmou Penta na dostavbě linky D pražského metra, kterou zastupitelka za SZ Petra Kolínská označila za megatunel, kterému se podařilo Trojkoalici zabránit. V srpnu 2018 se dále snažil předložit návrh na stavbu lanovky na Letnou (včetně memoranda o spolupráci se soukromou firmou "Lanovka Letná"). Návrh sám stáhl z důvodu chybějící podpory.
Dne 10. března 2017 byl na 39. sjezdu ČSSD v Brně zvolen místopředsedou strany. Hlas mu dalo 366 delegátů. Funkci zastával do února 2018.
Ve volbách do Poslanecké sněmovny PČR v roce 2017 byl lídrem ČSSD v Praze. Získal 2 322 preferenčních hlasů a stal se tak poslancem. V komunálních volbách v roce 2018 obhajoval za ČSSD post zastupitele hlavního města Prahy, byl na 5. místě kandidátky. Strana se však do zastupitelstva vůbec nedostala. Neuspěl ani v městské části Praha 6.
Ve volbách do Poslanecké sněmovny PČR v roce 2021 již nekandidoval.
V červnu 2025 SOCDEM opustil kvůli jejímu vyjednávání o společné kandidatuře s hnutím Stačilo!.